# Perec Bernstein
Perec Bernstein, również Fritz Bernstein (hebr.: פרץ ברנשטיין, ang. Peretz Bernstein, ur. 12 czerwca 1890 w Meiningen, zm. 21 marca 1971 w Izraelu) – izraelski polityk, ekonomista i redaktor, w latach 1949–1965 poseł do Knesetu, w latach 1948–1949 oraz 1952–1955 minister przemysłu i handlu, sygnatariusz Deklaracji niepodległości Izraela.

## Życiorys
Urodził się 12 czerwca 1890 w Meiningen w Turyngii. Ukończył tamtejsze gimnazjum, a następnie szkołę handlową w Eisenach. Przeprowadził się do Holandii, gdzie zajmował się handlem zbożem. W 1917 przystąpił do Światowej Organizacji Syjonistycznej. Był sekretarzem i członkiem zarządu holenderskiego oddziału, a w latach 1930–1934 jego przewodniczącym. Od  1925 do 1935 był także redaktorem naczelnym „Tygodnika Syjonistycznego”. W 1926 opublikował po niemiecku książkę: Der Antisemitismus als Gruppenerscheinung (Antysemityzm jako fenomen społeczny), została ona później wydana po angielsku (1951) i hebrajsku (1980).
W 1936 wyemigrował do Palestyny, gdzie związał się z Ogólnymi Syjonistami. Był redaktorem wydawanej przez partię gazety „Ha-Boker”. Rozpoczął działalność w Agencji Żydowskiej, w latach 1946–1948 był dyrektorem jej departamentu gospodarczego. Był jednym z sygnatariuszy ogłoszonej 14 maja 1948 Deklaracji niepodległości Izraela, a w utworzonym w tym dniu rządzie tymczasowym Dawida Ben Guriona objął funkcję ministra przemysłu i handlu. Sprawował ją do czasu powołania nowego rządu 10 marca 1949. W pierwszych wyborach parlamentarnych w Izraelu w 1949 dostał się do izraelskiego parlamentu z listy Ogólnych Syjonistów. W pierwszym Knesecie zasiadał w komisjach spraw zagranicznych i obrony, budownictwa oraz spraw gospodarczych. W kolejnych wyborach ponownie zdobył mandat poselski, a w drugim Knesecie zasiadał w komisjach finansów oraz spraw zagranicznych i obrony. 24 grudnia 1952 roku wszedł w skład nowego rządu Dawida Ben Guriona, ponownie obejmując funkcję ministra przemysłu i handlu. Stanowisko to zachował również w kolejnym rządzie nowego premiera Moszego Szareta od 26 stycznia 1954 do 29 czerwca 1955, kiedy to po opuszczeniu przez Ogólnych Syjonistów koalicji rządowej Szaret powołał nowy gabinet.
W trzecich wyborach w Izraelu w roku 1955 kolejny raz zdobył mandat poselski, po czym ponownie zasiadał w tych samych komisjach, co w poprzedniej kadencji. W wyborach w 1959 ponownie wybrany posłem, a w czwartym Knesecie zasiadał w komisjach finansów oraz pracy. W trakcie tej kadencji Ogólni Syjoniści po połączeniu z Partią Progresywną przekształcili się w Partię Liberalną, a Bernstein został jednym z dwóch przewodniczących partii. Z listy liberałów po raz piąty został posłem w przyśpieszonych wyborach w 1961. W trakcie piątej kadencji doszło do połączenia Partii Liberalnej z Herutem i Bernstein zasiadał w ławach Knesetu jako polityk Gahalu.
W 1962 ukazała się jego autobiografia wydana w języku hebrajskim. Zmarł 21 marca 1971. Został pochowany na cmentarzu na osiedlu Sanhedria w Jerozolimie.
W 2008 ukazała się reedycja jego pracy, pod nowym tytułem: The Social Roots of Discrimination. The Case of Jews, opatrzona komentarzami oraz wstępem holenderskiego naukowca Bernarda van Praaga.